# Farid Ibrahim
Farid Ibrahim –en árabe, فريد إبراهيم– es un deportista egipcio que compitió en judo. Ganó una medalla de plata en el Campeonato Africano de Judo de 2001, en la categoría de –66 kg.

## Palmarés internacional
| Campeonato Africano | Campeonato Africano | Campeonato Africano | Campeonato Africano |
| Año                 | Lugar               | Medalla             | Categoría           |
| ------------------- | ------------------- | ------------------- | ------------------- |
| 2001                | Trípoli (Libia)     | Medalla de plata    | –66 kg              |